# الغلاف الجوي في المريخ
الغلاف الجوي للمريخ هو طبقة الغازات التي تحيط بالمريخ. وتحتوي بشكل أساسي على غاز ثاني أكسيد الكربون (95.32٪)، وغاز النيتروجين الجزيئي (2.6٪) وغاز الأرجون (1.9٪). وكذلك يتضمن أيضاً مستويات ضئيلة من بخار الماء والأكسجين وأول أكسيد الكربون والهيدروجين وغازات نبيلة أخرى. الغلاف الجوي للمريخ أرقّ بكثير من الغلاف الجوي للأرض. يبلغ ضغط السطح فقط حوالي 610 باكسل (0.088 رطل/بوصة مربعة) وهو أقل من 1% من قيمة الأرض. يمنع الغلاف الجوي الحالي للمريخ من وجود الماء السائل على سطح المريخ، لكن تشير دراسات كثيرة إلى أن الغلاف الجوي للمريخ كان أكثر سمكاً في ما مضى. أعلى كثافة للغلاف الجوي في المريخ متساوية مع الكثافة الموجودة فوق 35 كيلومتر من سطح الأرض. فقد الغلاف الجوي للمريخ كتلته في الفضاء عبر التاريخ، ولا يزال تسرب الغازات مستمرًا حتى اليوم.
الغلاف الجوي للمريخ أكثر برودة من الغلاف الجوي للأرض. نتيجة للمسافة الكبيرة بين المريخ والشمس، يستقبل المريخ طاقة شمسية أقل ودرجة حرارة أقل فعالية (حوالي 210 كلفن). ويبلغ متوسط انبعاث درجة حرارة سطح المريخ 215 كلفن (-58 درجة مئوية/ 73 درجة فهرنهايت)، وتعادل درجة حرارة القارة القطبية الجنوبية الداخلية. ويمكن تفسير تأثير الاحتباس الحراري الأضعف في الغلاف الجوي للمريخ (5 درجة مئوية، بالمقابل 33 درجة مئوية في الأرض) بسبب انخفاض الغازات الدفيئة الأخرى. . المجال اليومي لدرجة الحرارة في الغلاف الجوي السفلي ضخم جداً (من الممكن أن يتراوح من -75 درجة مئوية إلى ما يقرب من 0 درجة مئوية بالقرب من السطح في بعض المناطق) نتيجة للقصور الذاتي الحراري المنخفض. درجة حرارة الجزء العلوي من الغلاف الجوي للمريخ كذلك أقل بكثير من درجة حرارة الأرض بسبب عدم وجود أوزون الستراتوسفير وتأثير التبريد الإشعاعي لثاني أكسيد الكربون على ارتفاعات أعلى.
تنتشر العواصف الترابية والشياطين الترابية في المريخ، والتي يمكن رؤيتها أحيانًا بواسطة التلسكوبات من الأرض. تحدث العواصف الترابية المحيطة بالكوكب (العواصف الترابية العالمية) بمتوسط كل 5.5 سنة أرضية على سطح المريخ. ويمكن أن تهدد عمل مركبات المريخ الجوالة. غير أن، الآلية المسؤولة عن التطور للعواصف الترابية الكبيرة لا تزال غير مفهومة بشكل جيد. وقد اُقترح أن يكون مرتبطًا بشكل متساهل بالتأثير الجاذبي لكلا القمرين، مشابهًا إلى حد ما لتشكيل المد والجزر على الأرض.
الغلاف الجوي للمريخ عبارة عن غلاف جوي مؤكسد. تميل التفاعلات الكيميائية الضوئية في الغلاف الجوي إلى أكسدة الأنواع العضوية ومن ثم تحويلها إلى ثاني أكسيد الكربون أو أول أكسيد الكربون. بالرغم من فشل العثور على الميثان في الغلاف الجوي فوق المريخ بأكمله بعد إطلاق مسبار الميثان الأكثر حساسية في المركبة المدارية أكسو مارس التي أُطلقت مؤخرًا،  اكتشفت عدة بعثات سابقة وتلسكوب كشف أرضي عن وجود مستويات غير متوقعة من الميثان في الغلاف الجوي للمريخ، والذي قد يكون مؤشراً حيوياً للحياة على المريخ. وبالرغم من ذلك، فإن تفسير القياسات لا يزال مثيرًا للجدل إلى حد كبير ويفتقر إلى الإجماع العلمي.

## تاريخ ملاحظات الغلاف الجوي
في عام 1784، نشر عالم الفلك البريطاني الألماني ويليام هيرشل مقالًا عن ملاحظاته للغلاف الجوي للمريخ في كتابه المعاملات الفلسفية وقد لاحظ الحركة العرضية للمنطقة الأكثر إشراقًا على سطح المريخ، والتي عزاها إلى الغيوم والأبخرة. في عام 1809، كتب عالم الفلك الفرنسي أونوريه فلوجرجس ‏ ملاحظته عن "السحب الصفراء" على سطح المريخ، والتي من الممكن أن تكون أحداث عاصفة ترابية. في عام 1864، لاحظ ويليام روتر دوز أن "الصبغة الوردية للكوكب لم تنشأ عن أي ميزة للغلاف الجوي للمريخ؛ وتم إثباته كلياً عن طريق حقيقة أن الاحمرار دائمًا ما يكون أكثر عمقاً بالقرب من المركز، حيث أن الغلاف الجوي أكثر نحفاً. أدت الملاحظات الطيفية في ستينيات وسبعينيات القرن التاسع عشر  إلى الاعتقاد بأن الغلاف الجوي للمريخ مشابه للغلاف الجوي للأرض. مع ذلك، في عام 1894، أشار التحليل الطيفي والملاحظات النوعية الأخرى التي قام بإجرائها العالم ويليام والاس كامبل على أن المريخ مشابه للقمر، حيث أن ليس له غلاف جوي ملموس، في العديد من النواحي. في عام 1926، سمحت الملاحظات الفوتوغرافية التي قام بها ويليام هاموند رايت في مرصد ليك بمساعدة دونالد هوارد مينزل على اكتشاف الدليل الكمي على الغلاف الجوي للمريخ.
مع فهم معزز للخصائص البصرية لغازات الغلاف الجوي والتقدم في تكنولوجيا مقياس الطيف، بدأ العلماء في قياس تكوين الغلاف الجوي للمريخ في منتصف القرن العشرين. واكتشف لويس ديفيد كابيلان وفريقه في عام 1964 إشارات بخار الماء وثاني أكسيد الكربون في مخطط طيف المريخ. بالإضافة إلى أول أكسيد الكربون في عام 1969. في عام 1965، أكدت القياسات التي أجريت خلال رحلة مارينر 4 أن الغلاف الجوي للمريخ يتكون في الغالب من ثاني أكسيد الكربون، وأن الضغط السطحي يتراوح بين 400 و 700 باسكال. بعد معرفة تكوين الغلاف الجوي للمريخ، بدأت الأبحاث البيولوجية الفلكية على الأرض لتحديد مدى صلاحية الحياة على المريخ. تم تطوير الحاويات التي تحاكي الظروف البيئية على سطح المريخ، والتي تسمى «جرار المريخ،» لهذا الغرض.
في عام 1976، قدم مسباران تابعان لبرنامج فايكينغ أول قياسات في الموقع لتكوين الغلاف الجوي للمريخ.وتضمن الهدف الآخر للمهمة إجراء التحقيقات البحثية عن أدلة على وجود حياة سابقة أو حياة حالية على المريخ (انظر التجارب البيولوجية لمركبة الهبوط فايكينغ). منذ ذلك الحين، أرسلت العديد من المركبات المدارية والهبوطية إلى المريخ لقياس الخصائص المختلفة للغلاف الجوي للمريخ، مثل تركيز الغازات النزرة والنسب النظيرية.وكذلك، تزويدها بالملاحظات التلسكوبية وتحليل النيازك المريخية مصادر مستقلة للمعلومات للتحقق من النتائج. تحسن الصور والقياسات التي تقوم بها هذه المركبات الفضائية بشكل كبير فهمنا لعمليات الغلاف الجوي خارج الأرض. لا يزال كيورسوتي وإنسايت يعملان على سطح المريخ لإجراء التجارب وكذلك للإبلاغ عن الطقس اليومي المحلي. وفي فبراير 2020 سوف تهبط مارس بريسفيرنس. وكذلك من المقرر أن يتم إطلاق روزاليند فرانكلين في عام 2022.

## التركيب الكيميائي الحالي

### التشبع
ثاني أكسيد الكربون هو المكون الرئيسي للغلاف الجوي للمريخ. يبلغ متوسط نسبة حجمها 94.9٪. في المناطق القطبية الشتوية، يمكن أن تكون درجة حرارة السطح أقل من درجة الصقيع لثاني أكسيد الكربون.يمكن أن يتكثف غاز ثاني أكسيد الكربون الموجود في الغلاف الجوي على السطح ليشكل ثلجًا جافًا صلبًا بسمك 1-2 متر. في الصيف، يمكن لغطاء الجليد القطبي الجاف أن يخضع لعملية التسامي ويعيد إطلاق ثاني أكسيد الكربون إلى الغلاف الجوي. نتيجة لذلك، يمكن ملاحظة تقلبات سنوية كبيرة في الضغط الجوي (25٪) وتكوين الغلاف الجوي على المريخ. يمكن تقريب عملية التكثيف من خلال علاقة كلاوزيوس وكلابيرون لثاني أكسيد الكربون.

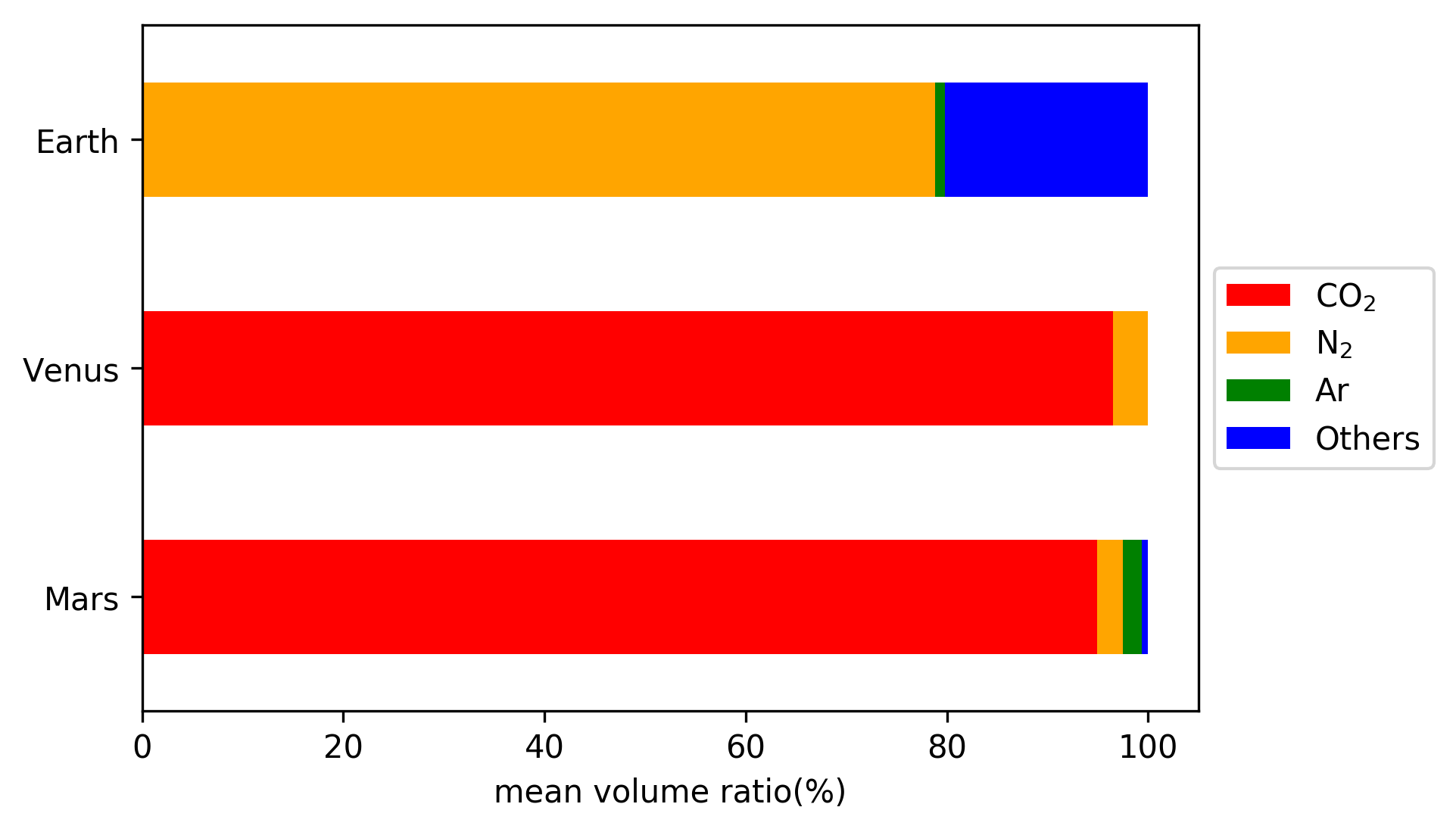
مقارنة وفرة ثاني أكسيد الكربون والنيتروجين والأرجون في الغلاف الجوي للمريخ والزهرة والأرض.

على الرغم من التركيز العالي لثاني أكسيد الكربون في الغلاف الجوي للمريخ، فإن تأثير الاحتباس الحراري ضعيف نسبيًا على المريخ (حوالي 5 درجات مئوية) بسبب التركيز المنخفض لبخار الماء وانخفاض الضغط الجوي.في حين أن بخار الماء في الغلاف الجوي للأرض له أكبر مساهمة في تأثير الاحتباس الحراري على الأرض الحديثة، فهو موجود فقط بتركيز منخفض جدًا في الغلاف الجوي للمريخ.علاوة على ذلك، تحت ضغط جوي منخفض، لا تستطيع غازات الدفيئة امتصاص الأشعة تحت الحمراء بفعالية لأن تأثير توسيع الضغط ضعيف.
في ظل وجود الأشعة فوق البنفسجية الشمسية (hν ، الفوتونات ذات الطول الموجي الأقصر من 225 نانومتر)، يمكن تحلل ثاني أكسيد الكربون في الغلاف الجوي للمريخ من خلال التفاعل التالي:
CO2 + hν ( < 225 nm) ⟶ CO + O
إذا لم يكن هناك إنتاج كيميائي لثاني أكسيد الكربون، فسيتم إزالة كل ثاني أكسيد الكربون الموجود في الغلاف الجوي الحالي للمريخ عن طريق التحلل الضوئي في حوالي 3500 عام. يمكن لجذور الهيدروكسيل (OH) الناتجة عن التحلل الضوئي لبخار الماء، جنبًا إلى جنب مع أنواع الهيدروجين الغريبة الأخرى (مثل H ، HO2)، تحويل أول أكسيد الكربون (CO) إلى ثاني أكسيد الكربون. يمكن وصف دورة التفاعل على النحو التالي:
CO + OH ⟶ CO2 + H
H + O2 + M ⟶ HO2 + M
HO2 + O ⟶ OH + O2
Net: CO + O ⟶ CO2
يلعب المزج أيضًا دورًا في تجديد CO2 عن طريق جلب O و CO و O2 في الغلاف الجوي العلوي إلى أسفل. يحافظ التوازن بين التحلل الضوئي وإنتاج الأكسدة والاختزال على استقرار متوسط تركيز ثاني أكسيد الكربون في الغلاف الجوي للمريخ الحديث.
يمكن أن تتكون السحب الجليدية لثاني أكسيد الكربون في المناطق القطبية الشتوية وعلى ارتفاعات عالية جدًا (> 50 كم) في المناطق الاستوائية، حيث تكون درجة حرارة الهواء أقل من نقطة الصقيع لثاني أكسيد الكربون.

### نتروجين
نيتروجين2 هو ثاني أكثر الغازات وفرة في الغلاف الجوي للمريخ. يبلغ متوسط نسبة حجمها 2.6٪. أظهرت قياسات مختلفة أن الغلاف الجوي للمريخ غني بالنيتروجين 15. من المحتمل أن يكون إثراء النظائر الثقيلة للنيتروجين ناتجًا عن عمليات الهروب الانتقائية الجماعية.

### أرجون

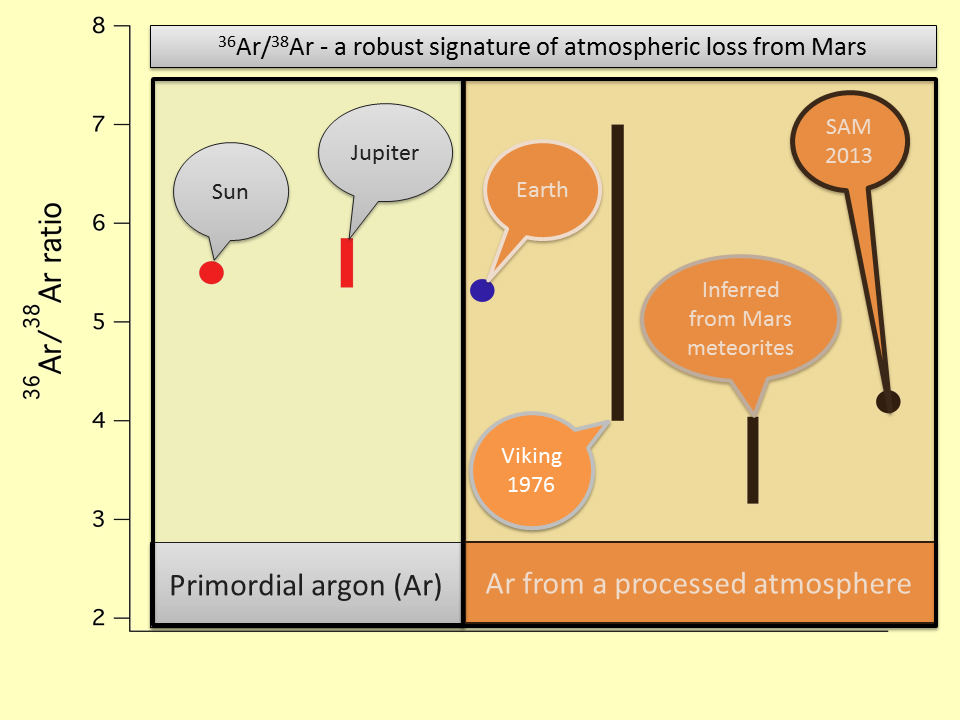
نسب نظائر الأرجون هي علامة على خسارة الغلاف الجوي على المريخ

الأرجون هو ثالث أكثر الغازات وفرة في الغلاف الجوي للمريخ.يبلغ متوسط نسبة حجمها 1.9٪. من حيث النظائر المستقرة، يتم إثراء المريخ بـ 38Ar بالنسبة لـ 36Ar ، والذي يمكن أن يُعزى إلى الهروب الهيدروديناميكي.
يحتوي الأرجون على نظير مشع 40Ar ، والذي ينتج من الاضمحلال الإشعاعي لـ 40K. في المقابل، 36Ar بدائية وتم دمجها في الغلاف الجوي أثناء تكوين المريخ. تشير الملاحظات إلى أن كوكب المريخ مُخصب في 40Ar بالنسبة إلى 36Ar ، والذي لا يمكن أن يُعزى إلى عمليات فقدان الكتلة الانتقائية. التفسير المحتمل للإثراء هو أن قدرًا كبيرًا من الغلاف الجوي البدائي، بما في ذلك 36Ar ، فقد بسبب تآكل الصدمة في التاريخ المبكر للمريخ، بينما انبعث 40Ar في الغلاف الجوي بعد الاصطدام.

### الأكسجين والأوزون
النسبة المقدرة لحجم الأكسجين الجزيئي (O2) في الغلاف الجوي للمريخ هي 0.174٪. إنه أحد منتجات التحلل الضوئي لثاني أكسيد الكربون وبخار الماء والأوزون (O3). يمكن أن يتفاعل مع الأكسجين الذري (O) لإعادة تكوين الأوزون (O3). في عام 2010، اكتشف مرصد هيرشل الفضائي الأكسجين الجزيئي في الغلاف الجوي للمريخ.
يتم إنتاج الأكسجين الذري عن طريق التحلل الضوئي لثاني أكسيد الكربون في الغلاف الجوي العلوي ويمكنه الهروب من الغلاف الجوي عن طريق إعادة التركيب الانفصالي أو التقاط الأيونات. في أوائل عام 2016، اكتشف مرصد الستراتوسفير لعلم الفلك بالأشعة تحت الحمراء (صوفيا) الأكسجين الذري في الغلاف الجوي للمريخ، والذي لم يتم العثور عليه منذ مهمة فايكينغ أند مانينر في السبعينيات.
في عام 2019، اكتشف علماء ناسا العاملون في مهمة مركبة كيوريوسيتي، الذين أجروا قياسات الغاز، أن كمية الأكسجين في الغلاف الجوي للمريخ ارتفعت بنسبة 30٪ في فصلي الربيع والصيف.
على غرار أوزون الستراتوسفير في الغلاف الجوي للأرض، يمكن تدمير الأوزون الموجود في الغلاف الجوي للمريخ من خلال الدورات التحفيزية التي تشمل أنواع الهيدروجين الغريبة:
H + O3 ⟶ OH + O2
O + OH ⟶ H + O2
Net: O + O3 ⟶  2O2
نظرًا لأن الماء مصدر مهم لأنواع الهيدروجين الفردية هذه، فعادة ما يتم ملاحظة وفرة أعلى من الأوزون في المناطق ذات المحتوى المنخفض من بخار الماء. أظهرت القياسات أن العمود الكلي للأوزون يمكن أن يصل إلى 2-30 ميكرومتر حول القطبين في الشتاء والربيع، حيث يكون الهواء باردًا ونسبة تشبع الماء منخفضة. قد تكون التفاعلات الفعلية بين الأوزون وأنواع الهيدروجين الفردية أكثر تعقيدًا بسبب التفاعلات غير المتجانسة التي تحدث في سحب الجليد المائي.
يُعتقد أن التوزيع الرأسي والموسمية للأوزون في الغلاف الجوي للمريخ مدفوعة بالتفاعلات المعقدة بين الكيمياء والنقل. أظهر مطياف الأشعة فوق البنفسجية / الأشعة تحت الحمراء على مارس أكسبرس (سبيكام) وجود طبقتين مميزتين من الأوزون عند خطوط العرض المنخفضة إلى المتوسطة. وتشتمل هذه على طبقة ثابتة قريبة من السطح تحت ارتفاع 30 كم، وطبقة منفصلة موجودة فقط في الربيع والصيف الشماليين بارتفاع يتراوح من 30 إلى 60 كم، وطبقة أخرى منفصلة تقع على ارتفاع 40-60 كم فوق سطح البحر. القطب الجنوبي في الشتاء، مع عدم وجود نظير فوق القطب الشمالي للمريخ. تُظهر طبقة الأوزون الثالثة انخفاضًا مفاجئًا في الارتفاع بين 75 و 50 درجة جنوبًا. اكتشف سبيكام زيادة تدريجية في تركيز الأوزون عند 50 كم حتى منتصف الشتاء، وبعد ذلك انخفض ببطء إلى تركيزات منخفضة للغاية، مع عدم وجود طبقة يمكن اكتشافها فوق 35 كم.